# Стефан (Хараламбидис)
Митрополи́т Стефа́н (греч. Μητροπολίτης Στέφανος, эст. Metropoliit Stefanus; в миру Христа́кис Хараламби́дис, греч. Χριστάκης Χαραλαμπίδης; род. 29 апреля 1940, Костерманвиль, Бельгийское Конго) — епископ Константинопольского патриархата, митрополит Таллинский, управляющий Эстонской апостольской православной церковью (с 1999).

## Биография
Родился 29 апреля 1940 в Костерманвиле (ныне Букаву), в Бельгийском Конго (ныне — Демократическая Республика Конго) в греческой семье кипрских беженцев.
В 1959 году окончил школу «Notre-Dame de la Victoire» и иезуитский колледж в Букаву, после чего в течение года обучался на медицинском факультете в католическом Университете в Лувене (Бельгия), откуда в 1960 году перевёлся на обучение в Свято-Сергиевский православный богословский институт в Париже (Франция). Свободно владел французским и греческим языками, отчасти русским и церковнославянским языками.

### Служение во Франции
6 января 1963 года хиротонисан во диакона для служения в греческой Галльской митрополии во Франции.
В 1964 году параллельно начал обучаться в Сорбонне, специализируясь на ранних отцах-пустыниках. В 1965 году получил степень магистра в Свято-Сергиевском институте.
17 ноября 1968 года хиротонисан во пресвитера, а в 1972 году возведён в достоинство протосинкелла, став ближайшим помощником митрополита Мелетия (Карабиниса) по управлению южным регионом Франции с проживанием в Ницце.
25 марта 1987 года хиротонисан в титулярного епископа Назианзского, викария греческой Галльской митрополии во Франции. Будучи викарным епископом, по прежнему проживал в Ницце.
В течение тридцати лет он был ответственным лицом за молодёжную работу Галльской метрополии, а также за принятие небольших маргинальных групп в Церковь.
В этот период он являлся главным секретарём Ассамблеи православных епископов Франции, председателем комиссии по средствам массовой информации православных церквей Франции, продюсером православных программ на французском телевидении и радио. Представлял Галльскую митрополию и Константинопольский Патриархат на различных международных встречах во Франции, Сербии, Испании, Швейцарии, России и Финляндии.
С 1990 по 1999 год был лектором в Свято-Сергиевском богословском институте и профессором патрологии в католической семинарии Ниццы. Он читал лекции на юридическом факультете Университета Ниццы о геополитической роли православной церкви и в университете Монпелье о духовной традиции Византии. Написал многочисленные богословские статьи и книги, которые были переведены на греческий, итальянский, испанский и румынский языки, был редактором двух журналов в Южной Франции.

### Церковное служение в Эстонии
13 марта 1999 года назначен управляющим Эстонской апостольской православной церковью в юрисдикции Константинопольского патриархата. Как отмечает сам митрополит Стефан, «для меня назначение в Эстонию стало сюрпризом. До этого я был викарным епископом греческой архиепископии во Франции, проживал на юге, в Ницце. И когда мне сказали про Эстонию, я даже вначале не знал, где она находится. Предполагал, что где-то возле Сибири». Интронизация состоялась 21 марта 1999 года с усвоением титула — «митрополит Таллиннский и всея Эстонии».
«С каждым днём становится всё более понятно, что для православия эстонский вопрос — это не вопрос противостояния двух властолюбивых патриархатов, или, как утверждала одна парижская газета в уничижительной статье, результат сепаратистского неповиновения, которое по природе своей «национально-религиозно, возникло на приграничных территориях в Балтийских странах при потворстве местных властей». Эстонский вопрос — это прежде всего дело совести, дело всеправославной совести, острый вопрос, показывающий, как мы понимаем Евангелие».
Выступал против регистрации Эстонской православной церкви Московского патриархата, которая произошла только в 2001 году.
Накануне визита в Москву (20 января 2005 года) президента Эстонии Арнольда Рюйтеля обвинил Московский патриархат в создании напряжённости между православными в Эстонии. По его словам: «внешне всё выглядит так, будто между нами все вопросы решены, но на самом деле они вовсе не решены. На нашу Церковь оказывается страшное давление, и не только на уровне Эстонии, но и на международном уровне». Высказывание Стефана связано с тем, что при содействии главы эстонского государства Московскому патриархату удалось добиться законной регистрации Эстонской Православной Церковью Московского патриархата на территории Эстонии.
Митрополит Стефан явился инициатором публикации книги «Несчастье быть маленькой церковью в маленькой стране» (Таллин, 2007, ISBN 978-9949-15-711-2; ISSN 1736-6720), вызвавшей возмущение патриарха Алексия II, который родился в Эстонии. В 2011 году в «Вестнике церковной истории» вышла статья под заглавием «История эстонского Православия и попытка её недобросовестной ревизии: О книге архимандрита Григория Папатомаса „Несчастье быть маленькой церковью в маленькой стране“», переработанная затем в книгу «Проблемы Православия в Эстонии: О книге архимандрита Григория Папатомаса „Несчастье быть маленькой церковью в маленькой стране“», авторы которой, аргументировано опровергают тезисы оппонента и приводят фрагменты множества документов со ссылками на архивные шифры.
6 сентября 2010 года после визита в Эстонию Председателя Отдела внешних церковных связей митрополита Волоколамского Илариона (Алфеева), в пресс-сообщении Эстонской автономной православной церкви отмечалось, что «митрополит Стефанос удивлен демонстрацией высокомерного отношения» митрополита Илариона к автономной Православной Церкви Эстонии. Митрополит Иларион, по мнению митрополита Стефаноса «не продемонстрировал понимания истории и народа Эстонии».

## Награды
- Кавалер ордена Почётного легиона (2003, Франция)[9]
- Орден Белой звезды II класса (7 февраля 2007, Эстония)[10]